# Congress for Cultural Freedom
Congress for Cultural Freedom (svenska: Kongressen för kulturens frihet eller Kongressen för kulturell frihet), förkortad CCF, var en antikommunistisk kulturorganisation grundad i Västberlin år 1950, och med säte i Paris. Organisationens syfte var att skapa opinion för USA och västblocket bland intellektuella och kulturarbetare under det kalla kriget.
Som mest hade CCF underavdelningar i 35 länder, och publicerade över två dussin tidskrifter världen över. 1967 avslöjades det att CCF finansierades av USA:s underrättelsetjänst CIA, via donationer från Ford Foundation.

## Bakgrund och aktiviteter
Under åren efter andra världskrigets slut började flera intellektuella och fredsorganisationer motsätta sig den upptrappade konflikten mellan USA och Sovjetunionen. 1949 grundades Världsfredsrådet, en internationell fredsorganisation med understöd från Sovjetunionen, och 1950 lanserades Stockholmsappellen med krav på militär nedrustning och förbud mot kärnvapen. I Sverige motsatte sig flera framstående författare, däribland Artur Lundkvist och Werner Aspenström, ett ställningstagande för Sovjetunionen eller USA, och anslöt sig istället till den så kallade tredje ståndpunkten.
Congress for Cultural Freedom grundades under en konferens i Västberlin den 26 juni 1950, med målet att vända opinionen till USA:s och västblockets fördel. Bland deltagarna fanns ett flertal framstående kulturpersonligheter och intellektuella: från Storbritannien medverkade bl.a. Arthur Koestler, Hugh Trevor-Roper, Julian Amery, A.J. Ayer, Herbert Read och Bertrand Russell, från Frankrike Raymond Aron, André Malraux och Jules Romains, och från Italien Ignazio Silone, Altiero Spinelli och Benedetto Croce. Från Sverige deltog Ture Nerman.
CCF hade huvudkontor i Paris och som mest organisationer i 35 länder, av vilka 10 fanns i Västeuropa. Redan från grundandet fick organisationen omfattande finansiering från CIA, som även placerade agenter på centrala poster inom organisationen. Bland annat utgav CCF ett omfattande nätverk av tidskrifter och böcker, samt organiserade konferenser och möten. CCF försåg också andra tidningar och tidskrifter med propagandatexter som ofta togs in utan angivande av källa. Organisationen bedrev exempelvis en kampanj mot den chilenske poeten och kommunisten Pablo Neruda från att denne nominerades till Nobelpriset i litteratur 1963; bland annat lät man publicera pamfletter på engelska och franska samt artiklar i svenska tidskrifter, samtidigt som man direkt försökte påverka Svenska Akademien att inte tilldela Neruda priset. Neruda kom sedermera att motta Nobelpriset i litteratur, dock först 1971.
Förhållandet till USA avslöjades först delvis av tidskriften Problems of Peace and Socialism, som 1962 publicerade artikeln ”Who Financed Anti-Communism?” av Ernst Henri, där USA och Ford Foundation beskrevs som finansiärer av gruppens aktiviteter. År 1966 avslöjade den amerikanska tidskriften Ramparts och The New York Times att CIA hade finansierat CCF:s verksamhet och tidskrifter sedan våren 1951. Congress for Cultural Freedom bytte samma år namn till International Association for Cultural Freedom.

### CCF i Sverige
En svensk avdelning av CCF grundades 1952 av bland andra Ture Nerman och författaren Vilhelm Moberg, kallad Svenska Kommittén för kulturens frihet. Bland initiativtagarna fanns även Eyvind Johnson och Ingemar Hedenius. Organisationen utgav bland annat en tidskrift, Kulturkontakt; enligt författaren Birgitta Stenberg, som deltog i arbetet med tidskriften, kontrollerades texterna av CCF:s huvudkontor i Paris innan de fick publiceras.
Vid årsskiftet 1956/1957 höll organisationen en stor konferens med ”unga nordiska författare” på Hotell Malmen i Stockholm. Bland deltagarna fanns Paul Andersson, Jan Berg, Petter Bergman, Lasse Bergström, David Bonnier, Mauritz Edström, Anders Ehnmark, Britt-Marie Eklund, Reidar Ekner, Claes Engström, Pye Engström, Svante Foerster, Lars Forssell, Ingemar Gustafson, Bengt Holmqvist, Molly Johnson, Erwin Leiser, Sven Lindqvist, Evert Lundström, Olle Mattson, Göran Palm, Bo Setterlind, Vilgot Sjöman, Hemming Sten, Birgitta Stenberg, Mira Teeman, Tomas Tranströmer, Torbjörn Thörngren, Bo Widerberg och Per Wästberg.